# Sobrance
Sobrance es la capital del distrito de Sobrance en la región de Košice, Eslovaquia, con una población estimada a final del año 2024 de 5789 habitantes.
Se encuentra ubicada al noreste de la región, en la cuenca hidrográfica del río Bodrog (afluente derecho del Tisza) y cerca de la frontera con la región de Prešov, Ucrania y Hungría.

## Demografía
| Año        | 1994 | 2004    | 2014    | 2024    |
| ---------- | ---- | ------- | ------- | ------- |
| Población  | 6188 | 6296    | 5981    | 5789    |
| Diferencia |      | +1,74 % | −5,00 % | −3,21 % |

| Año        | 2023 | 2024    |
| ---------- | ---- | ------- |
| Población  | 5827 | 5789    |
| Diferencia |      | −0,65 % |